# Superbee
Superbee es el segundo álbum de estudio de la banda mexicana La Gusana Ciega, lanzado al mercado en noviembre de 1997.
Para entonces, el grupo había reclutado ya a un nuevo guitarrista: Jorge Vilchis, exintegrante de Guillotina. Como cuarteto la banda logra solidificar su sonido con canciones populares como «Celofán», «Invasión Estelar» y la gran canción de cierre de conciertos «No Me Tientes».

## Lista de canciones
1. «Talismán» - 3:48
2. «Invasión estelar» - 2:47
3. «Celofán» - 3:53
4. «Ni siquiera» - 4:56
5. «Baby rota» - 3:13
6. «Superbee» - 2:42
7. «Dulce afrodita» - 4:18
8. «No me tientes» - 2:36
9. «Palabras sin hablar» - 4:56
10. «Si todo está bien» - 2:16
11. «Espiral» - 3:25
12. «Morfina» - 4:45
13. «Bacalao» - 3:02

## Producción
- Productor: Carlos Walraven (Ninot).
- Coproductores: Pepe Iglesias y Daniel Gutiérrez.
- Ingenieros de sonido: Gerry y Carlos Walraven.
- Mezclado por: Dennis Parker (excepto «Palabras Sin Hablar» mezclada por Dennis Parker, Carlos Walraven y Luis Ernesto Martínez en Estudios Piedra Dura).
- Masterizado por: Chris Bellman en Bernie Grundman Mastering, Los Ángeles, California.
- Diseño: Raúl Ojanguren y Gerardo Greaves.
- Fotografías: Raúl Ojanguren y Pasqual Gorriz.
- Dirección de Arte y Diseño: Armando Arroyo.
- Fotos del Grupo: Oscar Necoechea y Luis Pérez Falconi.
- Vestuario: Gamaliel.
- Maquillaje: Mariana Fernández.
- Introducción de «Talismán», edición de «Espiral», ambiente de «Palabras Sin Hablar»: realizado y premasterizado en Hoffsa-All Media por Gabriel Bastarrachea.

- Datos: Q6135670